# 尼奇拉瓦河

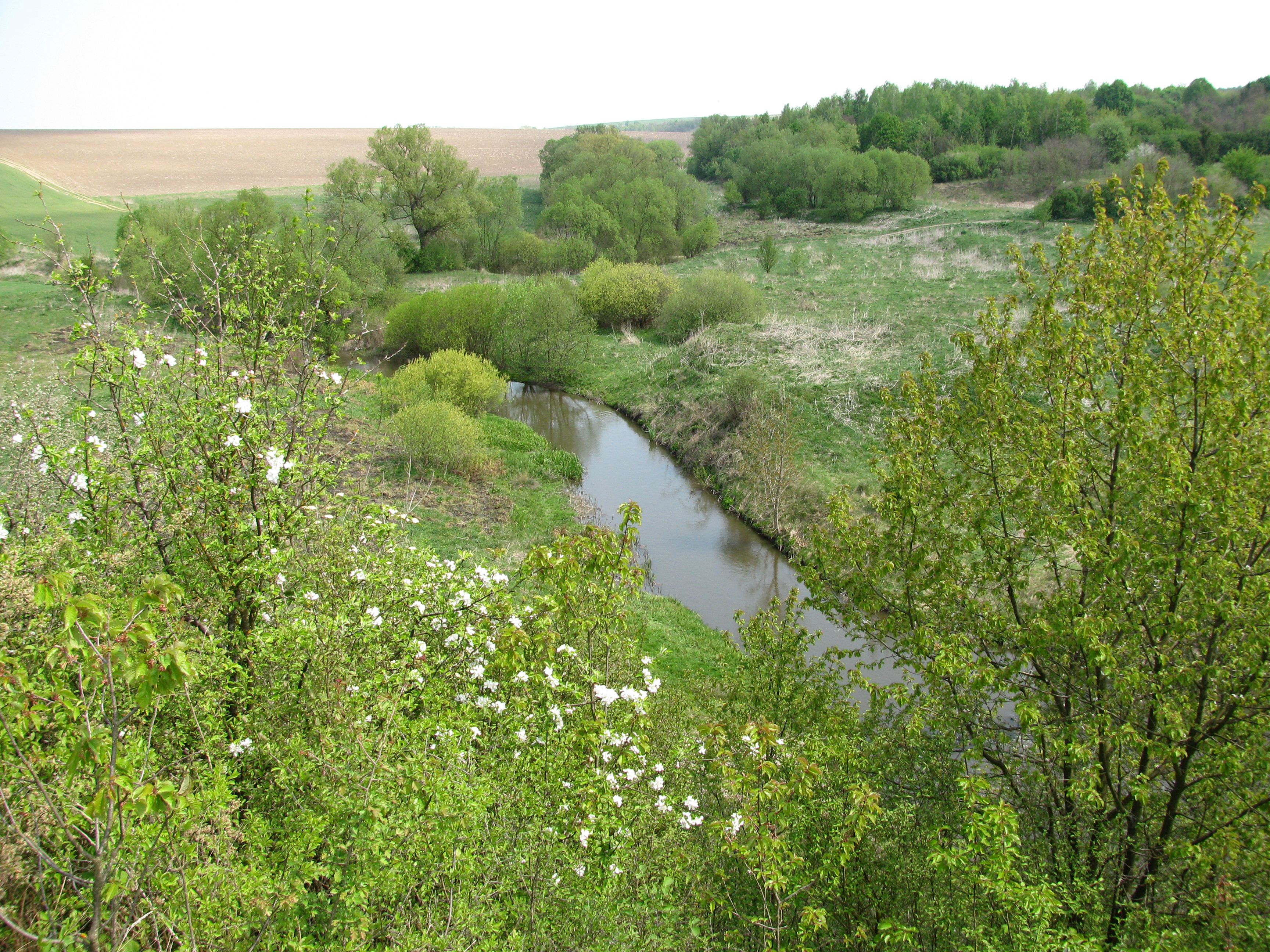
尼奇拉瓦河

尼奇拉瓦河（烏克蘭語：Нічлава）是烏克蘭的河流，位於該國西部，流經捷爾諾波爾州，屬於德涅斯特河的支流，發源自恰加里以北，河道全長83公里，流域面積871平方公里。